# Anaphes archettii
Anaphes archettii is een vliesvleugelig insect uit de familie Mymaridae. De wetenschappelijke naam is voor het eerst geldig gepubliceerd in 1945 door Ghidini.